# كوندريت كربوني
الكوندريت الكربوني أو الكوندريت C (بالإنجليزية:Carbonaceous chondrite أو C chondrites)، وهي فئة من النيازك الغضروفية تضم ما لا يقل عن 8 مجموعات معروفة والعديد من النيازك غير المجمعة. تشمل على بعض أكثر النيازك المعروفة البدائية. تمثل كوندريت سي نسبة صغيرة فقط (4.6٪) من سقوط النيزك.
بعض الكوندريتات الكربونية الشهيرة هي: أليندي، مورتشيسون، أورجيل، إيفونا، موراي، بحيرة تاجيش، ومطحنة سوتر.

## التكوين والتصنيف
يتم تجميع الكوندريت الكربوني وفقًا لتركيبات مميزة يعتقد أنها تعكس نوع الجسم الأصل الذي نشأت منه. تتم تسمية كل مجموعة من مجموعات الكوندريت C هذه بتسمية CX قياسية من حرفين، حيث تشير C إلى «كربوني»، (الأنواع الأخرى من الكوندريت لا تبدأ بهذا الحرف) بالإضافة إلى حرف كبير في النقطة X، والتي غالبًا ما يكون الحرف الأول من اسم نيزك بارز، غالبًا ما يكون أول حرف يتم اكتشافه في المجموعة، وغالبًا ما يتم تسمية هذه النيازك باسم المكان الذي سقطت فيه، وبالتالي لا تعطي أي فكرة عن الطبيعة المادية للمجموعة.
المجموعة CH، حيث H تعني «معدن عالي» وهي الإستثناء الوحيد حتى الآن. إنظر أدناه للحصول على إشتقاقات اسم كل مجموعة.
- تحتوي عدة مجموعات من الكوندريتات الكربونية، ولا سيما مجموعتي CM وCI، على نسب عالية (3٪ إلى 22٪) من الماء، بالإضافة إلى مركبات عضوية، وهي تتكون أساسًا من السيليكات، والأكاسيد، والكبريتيدات، مع أكسيد الزبرجد الزيتوني والسربنتين. يشير وجود المواد الكيميائية العضوية المتطايرة والماء إلى أنها لم تتعرض لتسخين كبير (> 200 درجة مئوية) منذ تشكلها، وتعتبر تركيباتها قريبة من تلك الموجودة في السديم الشمسي التي منها تكثف النظام الشمسي.
- مجموعات أخرى من كوندريت C، على سبيل المثال: CO ،CV، وكوندريت CK فقيرة نسبيًا في المركبات المتطايرة، وبعضها قد يتعرض لتسخين كبير من الكويكبات الأم.[2]